# The Steepwater Band

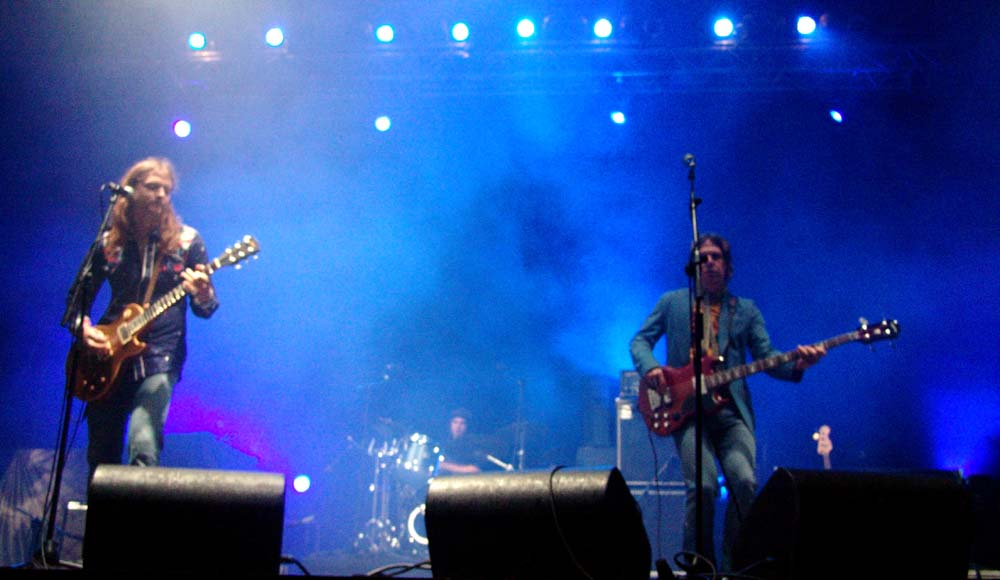
Zdjęcie z 2005 z festiwalu Azkena w Vitoria-Gasteiz

The Steepwater Band – amerykański zespół muzyczny grający muzykę rockową i bluesową.
Grupa powstała w 1998 w Chicago. Założycielami byli: gitarzysta i wokalista Jeff Massey, basista Tod Bowers i perkusista Joseph Winters. Nazwę zaczerpnięto od imienia statku, który został zaobserwowany przez Masseya w porcie na jeziorze Michigan. Grupa początkowo grała w klubach chicagowskich. Wykonywała standardy Led Zeppelin, The Allman Brothers Band, The Rolling Stones, Free, Cream, jak również Muddy'ego Watersa. Pierwszy album wydali w 2000 (Brother to the Snake). W 2001 wyszedł kolejny: Live Half in the Bag. Od drugiej płyty w zespole grał nowy gitarzysta i wokalista – Michael Conelly. Od 2012 drugim gitarzystą grupy jest Eric Saylors. Zespół wykonuje około 140 koncertów w roku.